# Charles Pannell, Baron Pannell
Thomas Charles Pannell, Baron Pannell PC (* 10. September 1902; † 23. März 1980) war ein britischer Politiker der Labour Party, der fast 25 Jahre lang Abgeordneter des House of Commons sowie zeitweise Minister war und 1974 als Life Peer Mitglied des House of Lords wurde.

## Leben
Pannell engagierte sich in der Kommunalpolitik und war von 1929 bis 1936 in Walthamstow in Sussex sowie von 1938 bis 1955 in Erith in Kent Mitglied des jeweiligen Gemeinderates (Borough Council). Von 1945 bis 1946 amtierte er als Bürgermeister (Mayor) von Erith.
Bei der Nachwahl (By-election) für den Parlamentssitz des verstorbenen Abgeordneten Thomas William Stamford im Wahlkreis Leeds West wurde er als Kandidat der Labour Party am 21. Juli 1949 erstmals ins House of Commons gewählt. Dabei konnte er sich mit 21.935 Stimmen (55,2 %) deutlich gegen den Kandidaten der Conservative Party, B. Mather, durchsetzen, der auf 17.826 Wählerstimmen (44,8 %) kam. Bei den darauf folgenden Unterhauswahlen wurde Pannell jeweils mit absoluten Mehrheiten wiedergewählt und vertrat den Wahlkreis bis zu seinem Verzicht auf eine erneute Kandidatur bei den Unterhauswahlen am 28. Februar 1974 fast 25 Jahre lang. Während seiner Unterhauszugehörigkeit war er mehrere Jahre lang sogenannter „Pair“ der konservativen Abgeordneten Margaret Thatcher; dabei handelt es sich um einen Abgeordneten, der einem anderen Abgeordneten der gegnerischen Fraktion zugeordnet ist, und der nicht an Abstimmungen teilnimmt, wenn der jeweils andere Pair abwesend ist.
Nach dem Wahlsieg der Labour Party bei den Unterhauswahlen am 15. Oktober 1964 wurde Pannell, der zugleich auch Privy Councillor wurde, von Premierminister Harold Wilson am 19. Oktober 1964 zum Minister für öffentliche Gebäude und Arbeiten (Minister of Public Buildings and Works) ernannt und bekleidete diesen Ministerposten bis zu seiner Ablösung durch Reg Prentice am 6. April 1966.
Nach seinem Ausscheiden aus dem Unterhaus wurde Pannell durch am 21. Juni 1974 als Baron Pannell, of the City of Leeds, zum Life Peer erhoben und war dadurch bis zu seinem Tod Mitglied des House of Lords.